# Sui Sui
Sui Sui ist das vierte Soloalbum der Hamburger Rapperin Haiyti. Es erschien am 3. Juli 2020 zum Download und als Schallplatte über das Major-Label Warner.

## Produktion
Alle Lieder des Albums wurden von dem Musikproduzenten Project X produziert.

## Covergestaltung
Das Albumcover ist in Schwarz-weiß gehalten und zeigt Haiyti, die den Betrachter mit ernstem Blick ansieht. Sie hat eine Pfeife im Mund, aus der Rauch strömt und hält sich zwei Finger an den Kopf. Am unteren Bildrand befinden sich die weißen Schriftzüge Haiyti und Sui Sui.

## Gastbeiträge
Auf vier Liedern des Albums treten neben Haiyti weitere Rapper in Erscheinung. So ist Veysel auf Barrio zu hören, während der Song Bentley eine Kollaboration mit Shqiptar und Maaf ist. Albi X rappt eine Strophe auf Toulouse, und Capuz sowie Klapse Mane unterstützen Haiyti auf dem Stück Asbach.

## Titelliste
| #  | Titel                          | Gastmusiker           | Produzenten | Länge |
| -- | ------------------------------ | --------------------- | ----------- | ----- |
| 1  | Was hast du damit zu tun?      |                       | Project X   | 3:05  |
| 2  | Toulouse                       | Albi X                | Project X   | 2:52  |
| 3  | Bentley                        | Shqiptar und Maaf     | Project X   | 3:19  |
| 4  | Barrio                         | Veysel                | Project X   | 3:22  |
| 5  | Paname                         |                       | Project X   | 2:46  |
| 6  | Blizzard                       |                       | Project X   | 3:18  |
| 7  | Black Ice                      |                       | Project X   | 2:49  |
| 8  | La La Land                     |                       | Project X   | 2:47  |
| 9  | Photoshoot                     |                       | Project X   | 2:50  |
| 10 | Ich hab mit dem Money getalked |                       | Project X   | 2:13  |
| 11 | Asbach                         | Capuz und Klapse Mane | Project X   | 2:39  |
| 12 | Endorphine High                |                       | Project X   | 2:31  |
| 13 | SR&Q                           |                       | Project X   | 3:04  |
| 14 | Drogenfilm                     |                       | Project X   | 4:15  |
| 15 | Audrey                         |                       | Project X   | 2:49  |

## Chartplatzierungen und Singles
Sui Sui stieg am 10. Juli 2020 für eine Woche auf Platz 34 in die deutschen Albumcharts ein.
Sechs Lieder des Albums wurden vorab als Singles zum Download ausgekoppelt. Am 29. Februar 2020 erschien der Song Toulouse und drei Wochen später folgte mit SR&Q die zweite Auskopplung. Die dritte Single Photoshoot wurde am 2. April veröffentlicht, gefolgt von dem Song Paname am 1. Mai 2020. Anschließend wurden noch die Lieder Was hast du damit zu tun? und La La Land ausgekoppelt. Zu allen Singles wurden auch Musikvideos gedreht.

## Rezeption
| Professionelle Bewertungen | Professionelle Bewertungen |
| -------------------------- | -------------------------- |
| Kritiken                   |                            |
| Quelle                     | Bewertung                  |
| laut.de                    | [ 3 ]                      |

Anastasia Hartleib von laut.de bewertete das Album mit drei von möglichen fünf Punkten. Auf Sui Sui setze Haiyti ihre „Vielseitigkeit fort“ und erzähle in „leisen Momenten viel von Einsamkeit, Depression, Selbstmordfantasien und innerlicher Leere.“ Auch die Produktionen harmonierten gut mit ihrem Vortrag. Jedoch könne man den Songs „beim Altern förmlich zuhören,“ da diese sich „hinter der Schnelllebigkeit und Belanglosigkeit des Zeitgeistes verstecken“ und einige „schon nach der zweiten Hook nerven.“ Das Online-Magazin setzte das Album auf Rang neun der „Hip Hop-Alben des Jahres (2020)“ sowie auf Platz 27 der „Alben des Jahres 2020“. Das Lied Was hast du damit zu tun belegte bei laut.de Rang 42 der „Songs des Jahres 2020“.